# Lodovico Berti
Pour les articles homonymes, voir Berti.
Lodovico Berti (Bologne, 21 mai 1818 - Bologne, 16 avril 1897) est un journaliste et un homme politique italien.

## Biographie
Lodovico Berti a été député du royaume d'Italie durant les VIIIe, Xe, XIe, XIIe XIIIe, XIVe, XVe, XVIIe et XVIIIe législatures.